# Segunda División de baloncesto en silla de ruedas
La Segunda División de baloncesto en silla de ruedas es la tercera división de la liga profesional de baloncesto en silla de ruedas, para equipos de España compuestos por jugadores y jugadoras. El organizador del torneo es la Federación Española de Deportes de Personas con Discapacidad Física (FEDDF).

## Palmarés
| Temporada | Campeón                         | Subcampeón           | Resultado |
| --------- | ------------------------------- | -------------------- | --------- |
| 2017-18   | Deporte Adaptado Bahía de Cádiz | UCAM Murcia BSR      | 56–47     |
| 2018-19   | Salto Bera Bera                 | CAI Deporte Adaptado | 51–46     |
| 2019-20   |                                 |                      |           |
| 2020-21   |                                 |                      |           |